# Emisijski spektar
Emisijski spektar koji nastaje raščlanjivanjem (na primjer s pomoću optičke prizme ili optičke rešetke) emitiranoga zračenja užarenih tijela svojstven je za fizikalna i kemijska svojstva izvora zračenja.
Među najvažnije spektroskopske tehnike koje se temelje na međudjelovanju tvari s elektromagnetskim zračenjem ubrajaju se:
- na apsorpciji i na emisiji zračenja: spektroskopija ultraljubičastoga zračenja (UV) i vidljivoga zračenja, infracrvenoga zračenja (IR), rendgenskoga zračenja i gama zračenja (Mössbauerov učinak);
- samo na emisiji: spektroskopija fluorescencije.

## Objašnjenje
Čvrste tvari usijane do bijelog žara emitiraju svjetlost, koja daje svih valnih duljina, odnosno boja, sličan Sunčevu spektru. Takav se spektar zove neprekidni ili kontinuirani spektar jer kod njega jedna boja prelazi neprekidno u drugu. U izuzetnim slučajevima takve spektre daju tekućine i plinovi. 
Plinoviti izvori svjetlosti daju diskontinuirani spektar koji može biti linijski i vrpčasti. Ako je izvor svjetlosti užareni plin ili para u atomskom stanju onda dobijemo linijski spektar. Linijski spektri sastoje se od nekoliko oštrih crta. Takav je spektar svojstven za pojedine kemijske elemente, od kojih se sastoji plin izvora svjetlosti. Na primjer spektar natrijevih para pokazuje samo jednu žutu crtu. Pošto linijske spektre daju atomi pojedinih kemijskih elemenata, zato se oni zovu atomski spektri. Oni su najvažniji od sviju spektara. 
Ako je izvor svjetlosti plin ili para u molekularnom stanju, onda svjetlost koju daje takav izvor svjetlosti ima vrpčasti spektar. Takav se spektar sastoji od nekoliko širokih svijetlih pruga (vrpca) koje su na jednoj strani oštro ograničene, a na drugoj se strani postepeno gube. Ovakav spektar daju spojevi koji se ni u užarenom plinovitom stanju ne raspadaju. To je spektar molekula. Od elemenata takav spektar daje dušik i jod. Sve te spektre zovemo emisijski spektri, jer ih dobivamo od izvora, koji emitiraju svjetlost. 

## Apsorpcijski spektar
Promatramo li spektroskopom zrake bijele svjetlosti koje su prošle kroz pare nekog kemijskog elementa, vidjet ćemo da spektar više nije kontinuiran, već da se u njemu nalaze tamne linije. Te se tamne linije nalaze upravo tamo gdje bi inače bile svijetle linije u emisionom spektru pare. Znači da su pare, kroz koje je prošla bijela svjetlost, apsorbirale upravo one valne duljine bijele svjetlosti koje bi one emitirale kad bi same davale spektar. Takav spektar u kome se pojavljuju tamne linije zove se apsorpcijski spektar.
Sunčev spektar je tipični apsorpcijski spektar, kako je to utvrdio njemački fizičar J. Fraunhofer 1814. Naime zrake bijele svjetlosti koje izlaze iz Sunčeve jezgre prolaze kroz njegovu atmosferu, u kojoj se nalaze pare nekih kemijskih elemenata. Te pare apsorbiraju svjetlost onih valnih duljina koje bi one same emitirale. Tamne linije u spektru Sunca zovu se Fraunhoferove linije. 
Na temelju toga G. R. Kirchoff je postavio zakon emisije i apsorpcije, koji kaže: Odnos između emisije, to jest energije zračenja nekog tijela, i apsorpcije, to jest energije koju tijelo apsorbira, konstantan je za sva tijela pri istoj temperaturi i istoj valnoj duljini zračenja. To znači, što više neko tijelo zrači zrake svjetlosti određene valne duljine pri određenoj temperaturi, to će ono tu svjetlost više apsorbirati pri istoj temperaturi.